# Shannara
Shannara — это мистический квест по мотивам романа Терренса Дин Брукса «Меч Шаннары».

## Игровой процесс
Джек Омсфорд после ссоры с отцом сидит в лесу перед речкой. Во время «рыбалки» появится монстp. К Джеку на помощь придёт друид, по имени Алланон. Он его исцелит и после разговоров с ним оставит герою амулет. Во время прогулки по лесу Джек увидит девушку по имени Шелла, придавленную деревом. После освобождения девушка убьет монстра и пойдет с Джеком в город Лэх.
Придя в город, Джек с Шеллой узнают от Томаса, что Менион (отец Шеллы) болен. По пути к нему встретят садовника и Винстона. После разговора с отцом, Шелла и Джек идут в магазин и разговаривают с продавцом. Продавец сообщил им какие экстракты нужны для лечения отца. Когда собрали все необходимые экстракты, то в магазине лежал продавец уже мёртвым. Они приготавливают противоядие и относят его отцу.
Позже с помощью медальона, оставленной птицей в Шеди Вейл, Джек откроет потайной ход. После выхода из потайного хода молодые люди возле переправы встретят садовника, который нападёт на них со своей «компанией», после разговора с Джеком. После битвы они держат путь в город Тайрсис.
Город окружён зомби. С правой стороны Джек и Шелла найдут избушку, в котором ночевал карлик Брендел, так как его не пускали в город. С помощью факела Троица распугает Зомби, но Бренделя в город не пускают. После того, как Джек и Шелла Вошли в город, они поговорят с Станвиком и Сенешалем. Пока они будут в городе, Джек и его компания узнают об одной истории, связанное с одним призраком, который они будут вызывать. Призрак им подскажет, как уничтожить огненный барьер, где хранится меч Шаннары. Но после того, как они уничтожат барьер, они обнаружат, что меч Шаннары сломан.
Главному герою и его отряду придётся проделать нелегкий путь для восстановления меча, приобретая и теряя своих друзей; сталкиваться с несправедливостью и предательством.

## Карта
Карту местности можно увидеть на стене в библиотеке в городе Тайрсис.
Объекты, изображенные на карте
| Название города | Название на карте | Принадлежность | Правитель                |
| --------------- | ----------------- | -------------- | ------------------------ |
| Шеди Вейл       | Shady Vale        | Город людей    | Неизвестен               |
| Лэх             | Leah              | Город людей    | Менион                   |
| Тайрсис         | Tyrsis            | Город людей    | Белинор                  |
| Арборлон        | Arborton          | Город эльфов   | Эвентин                  |
| Кулхэвен        | Culhaven          | Город карликов | Главарь (имя не указано) |
| Город Королей   | Hall of King      | Город зла      | Илдаш                    |

## Герои

### Группа Джека Омсфорда
| Герой         | Раса    | Описание |
| ------------- | ------- | --- |
| Джек Омсфорд  | Человек | Юноша, который хочет стать героем, как его отец. Задался целью убить Брона. |
| Шелла         | Человек | Молодая и красивая девушка. Хорошо стреляет из лука. Знакома с Джеком с детства. Погибнет от рук Шифтера.                                                                                           |
| Брендел       | Карлик  | Карлик живший в хижине возле Тайрсиса до прихода Джека и Шеллы из-за того, что его охрана не пускала в город. Джек и Шелла сделают вывод, что он похож на Хенделя из книги в библиотеке в Тайрсисе. |
| Давио         | Эльф    | Обладает магическими способностями. Хорошо владеет какой-либо информацией о магии, в частности о камнях эльфов. Был советником короля Эвентина. Пожертвует собой ради спасения Джека.               |
| Телсек        | Тролль  | Он присоединится во время битвы с монстрами. Сильный. В процессе игры ему предстояло передвигать тяжелые предметы.                                                                                  |
| Панамон Криль | Человек | Познакомились с ним, когда он воевал с монстрами в одиночку. Когда-то воевал с Шином против Брона.                                                                                                  |
| Гика          | Гном    | Беспокойный, неприятный гном с малыми бегающими глазами. Эгоист. Думает стать великим магом с помощью шантажа. Погибнет от своей жадности.                                                          |

### Слуги Брона
| Герой       | Описание |
| ----------- | --- |
| Лорд Варлок | Главный враг Джека. Его в своё время убил отец Джека. Уязвимое его место — Илдаш (книга, которая им управляет).                                                |
| Шифтер      | Главарь монстров с одним глазом. Он в Лехе, в виде садовника, попытается отравит отца Шеллы и убьет продавца. Также замаскировавшись под Алланона убьёт Шеллу. |
| Кили        | Он подставит Джека с его группой путём пропажи молота. Притворялся слугой короля гномов                                                                        |
| монстры     | Они могут перевоплощаться в какую-нибудь из рас |
| зомби       | В Тайрсисе уязвимым место для них был огонь, вокруг места хранения меча Шаннары                                                                                |

### Другие персонажи
| Герой                  | Раса    | Описание |
| ---------------------- | ------- | --- |
| Алланон                | Человек | Могущественный друид человеческой расы. Спасает Джека от монстра. Когда-то сопровождал Шина в поисках меча Шаннары.        |
| Винстон                | Человек | Слуга короля Мениона |
| Менион                 | Человек | Король города Лэха. Отец Шеллы                                                                                             |
| Шин Омсфорд            | Человек | Отец Джека. Когда-то он убил Брона                                                                                         |
| Бэлинор Букану         | Человек | Король города Тайрсиса. На его лице имеется шрам.                                                                          |
| Сенешаль               | Человек | Советник короля Белинора. Часто превышает свои полномочия                                                                  |
| Томас                  | Человек | Охранник города Леха. Добрый и вежливый                                                                                    |
| Станвик                | Человек | Охранник города Тайрсиса. Преданный.                                                                                       |
| Стенмин                | Призрак | Некромаг из Каллахорна. Получал знания магии от Брона. Был убит Менионом. Его призрак будет вызывать Джек и его освободит. |
| Эвентин                | Эльф    | Король города Арборлона |
| Принц Арион            | Эльф    | Заменял короля в то время, когда отряд Джека была в Арборлоне.                                                             |
| Лесса                  | Эльф    | Охранница города Арборлона и воин принца Ариона. Она попросит помочь Джека в обмене кольцами с Арионом.                    |
| Айн                    | Эльф    | Младший сын Эвентина. Ребенок, сидевший в пещере.                                                                          |
| Андер                  | Эльф    | Средний сын Эвентина. В поединке с Троллями будет загадывать загадки.                                                      |
| Хэни                   | Эльф    | Охранник лагеря эльфов. Брат Лесси.                                                                                        |
| Король Серебряной реки | Призрак | Он спасет отряд Джека от монстров на Серебряной реке.                                                                      |
| Бремен                 | Призрак | Друид, который создал меч Шаннары для борьбы с Лордом Варлоком                                                             |

## Интересные факты
- При распространении игры на CD-дисках фирмой «Акелла» на обложках с двух сторон писали название игры с одной Н, а на диске с двумя Н
- В приёмной у эльфов (где сидит Давио) на стене свиток с поэтическим описанием рун всех стихий (шифр). В версии от фирмы «Акелла» внизу подписано («Эка бредень — примечание переводчика»).
- В том моменте, где Шифтер атакует Шеллу. Если использовать камни Эльфов, то Шелла выживет, но Давио потеряет камни (В игре указано, что они рассыпятся). А дальше можно узнать, что Арборлон и Шеди Вейл разрушены. Джек попросит у Мениона руки его дочери. И он согласится.